# Primeiro Planalto Paranaense

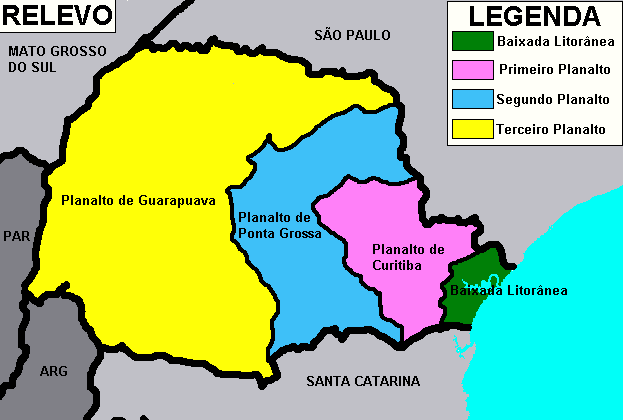
Primeiro Planalto Paranaense (rosa)

Primeiro Planalto Paranaense (auch Planalto Cristalino Atlântico Paranaense oder Curitiba-Hochebene) ist die lokale Bezeichnung in Paraná für den Planalto Atlântico, der auch als Planalto Cristalino Atlântico Paranaense bekannt ist. Er erstreckt sich vom Nordosten Santa Catarinas über die Staaten Paraná, São Paulo, Goiás, Minas Gerais, Rio de Janeiro und Espírito Santo bis ins Innere von Bahia.

## Lage

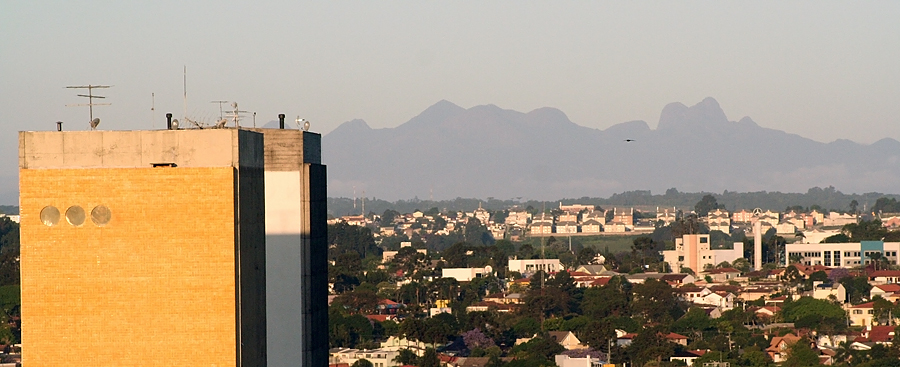
Blick von Curitiba auf die Serra do Mar

Die Curitiba-Hochebene liegt im Osten von Paraná zwischen der Serra do Mar und der Escarpa Devoniana. Sie bildet ein Viereck, dessen südöstliche Kante zwischen Piên am Rio Negro (Rio Iguaçu) und Piraí do Sul etwa 190 km misst. Die nordwestliche Kante bis Itararé ist etwa 100 km lang. Die Strecke bis zum Ursprung des Rio Pardo hat 140 km. Im Südosten ist die Luftlinie etwa 150 km lang. Das Polygon umschließt eine Fläche von ca. 20.000 km², was in etwa 10 % der Fläche des Staates Paraná  ausmacht.

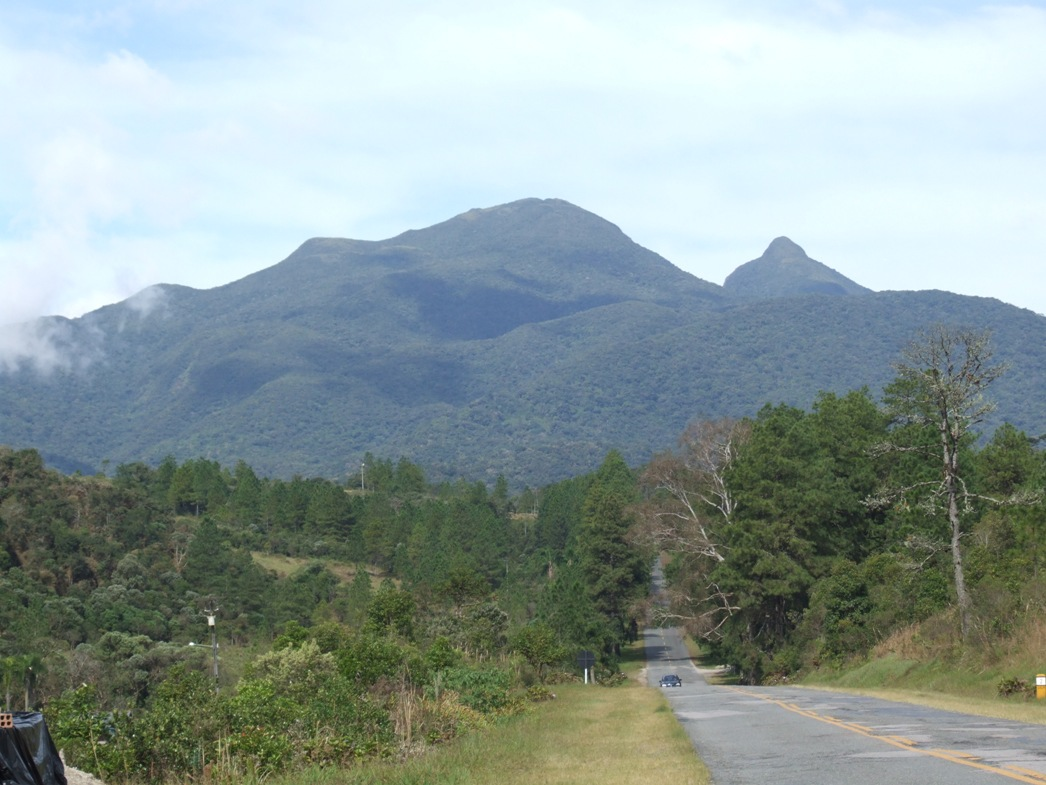
Serra da Graciosa zwischen Curitiba-Hochebene und der Küstenebene

Die Grenze der Hochebene zur Ponta-Grossa-Hochebene wird grob durch die Hauptorte folgender Munizipien östlich und südlich der Escarpa Devoniana markiert (von Süd nach Nord): Piên, Quitandinha, Balsa Nova, Campo Largo, Castro, Piraí do Sul und Doutor Ulysses. Im Süden bildet der Rio Negro die Grenze, im Osten wird die Hochebene durch die Serra do Mar begrenzt. Diese stellt sich streckenweise als Steilhang dar (Serra da Graciosa und Serra da Farinha Seca). In anderen Regionen stellt sie sich als ein Randgebirge zwischen 500 und 1.000 Höhenmetern über der Hochebene dar.

## Geländeform
Der nördliche Bereich der Hochebene ist durch ein bergiges Relief geprägt. Der Rio Ribeira und sein Quellfluss Rio Açungui sorgen mit  und ihren Zuflüssen für die Erosion in dieser Region. Sie wird aufgrund ihrer zerklüfteten Charakteristik als Açungui-Bergregion (portugiesisch: região serrana de Açungui) bezeichnet. Hier stehen Bergketten wie
- Serra Ouro Fino (1.025 m – 1.050 m)
- Serra da Bocaina (1.200 m – 1.300 m)
- Serra do Canha ou Paranapiacaba (1.200 m – 1.300 m)
- Serra do Piraí (1.080 m – 1.150 m).

Der südliche Teil ist sanfter geformt. Er liegt zwischen 850 und 950 Höhenmetern und hat eine Länge von 70 bis 80 km.

## Böden und Gestein
Die Gesteine sind im nördlichen Bereich meistenteils Phyllite, Kalksteine, Dolomite, Marmore und Quarzite, im südlichen Bereich herrschen Böden kristallinen Ursprungs vor. Dazu gehören Granite und Gneise, und es finden sich Tone und Sande, die entlang des Rio Iguaçu und seiner Nebenflüsse und um die Stadt Curitiba abgelagert wurden.

## Klima
Das Klima ist mild, allgemein gemäßigt warm und mit erheblichen Niederschlägen (etwa 1.600 mm pro Jahr). Selbst im trockensten Monat fällt eine Menge Regen. Die Klimaklassifikation nach Köppen und Geiger lautet Cfb. Es herrschen im Jahresdurchschnitt Temperaturen um die 18 °C.

## Gewässer
Der nördliche Teil der Hochebene wird vom Rio Ribeira und seinen rechten Zuflüssen nach Norden und Osten entwässert. Im Süden fließt das Wasser nach Westen über den Rio Iguaçu und seine Nebenflüsse, darunter der Rio Negro, zum Rio Paraná.